# 2 Dywizja Pancerna (Francja)
2 Dywizja Pancerna (fr. 2e Division Blindée, 2e DB) – francuska dywizja pancerna, która podczas II wojny światowej brała udział w walkach na froncie zachodnim. Została utworzona w 1943 roku z sił „Wolnych Francuzów” de Gaulle’a. Walczyła w kampanii normandzkiej oraz odznaczyła się wyzwoleniem Paryża i Strasburga. Została zorganizowana i do zakończenia działań wojennych w Europie była dowodzona przez generała Philippe Marie Leclerca, stąd potocznie określana jest również mianem Dywizji Leclerca.

## Geneza
Po upadku Francji w 1940 roku jej terytorium zostało podzielone na niemiecką i włoską strefę okupacyjną oraz marionetkowe państwo Vichy. Część francuskich żołnierzy i oficerów z generałem Charles’em de Gaulle’em na czele postanowiła kontynuować walkę zbrojną przeciwko III Rzeszy i w tym celu założyła w Londynie Komitet Wolnej Francji. Siły Wolnych Francuzów były jednak początkowo bardzo skromne. Pod koniec 1940 roku de Gaulle miał do dyspozycji zaledwie 7000 ludzi. Sytuację tę poprawiło przejście na jego stronę niektórych francuskich terytoriów zamorskich i kolonii. Największą była Francuska Afryka Równikowa. Z misją tworzenia tam gaullistowskich wojsk został wysłany major Philippe Marie Leclerc. Na swoją bazę wybrał Fort Lamy w Czadzie. Trzon jego sił stanowiły tamtejsze czarnoskóre oddziały kolonialne (tzw. tirailleurs) zorganizowane w Régiment de Tirailleurs de Tchad. W latach 1941–1942 regiment przeprowadził szereg śmiałych rajdów przez Saharę, które niszczyły włoskie konwoje i wysunięte posterunki w południowej Libii. Pod koniec 1942 roku siły Leclerca ostatecznie wyparły Włochów z południowo-zachodniej części kraju i w styczniu 1943 roku nawiązały w Trypolisie kontakt z Brytyjczykami. Zostały wtedy wzmocnione kompanią czołgów oraz pułkiem marokańskich spahisów. Pod nazwą „Force L” weszły w skład 8 Armii Montgomery’ego i wzięły udział w przełamaniu Linii Mareth oraz wyparciu wojsk Osi z Afryki.
W marcu 1943 Leclerc, wtedy już w randze generała brygady, otrzymał od de Gaulle’a zadanie stworzenia na bazie podległych mu oddziałów dywizji, która weźmie udział w spodziewanej alianckiej inwazji Francji i umożliwi instalację gaullistowskiego rządu w Paryżu. Na podstawie tych wytycznych w maju na terenie Libii powstała 2 Dywizja Wolnych Francuzów. 24 sierpnia zapadła decyzja o jej przeniesieniu do Maroka, rozbudowie i przemianowaniu na 2 Dywizję Pancerną.

## Formowanie i szkolenie
Uzbroić, wyszkolić oraz zorganizować jednostkę według etatów amerykańskiej dywizji pancernej zgodzili się Amerykanie. SHAEF przystało również na żądanie de Gaulle’a, aby dywizja Leclerca dostąpiła zaszczytu wkroczenia do Paryża jako pierwsza aliancka jednostka. Amerykanie postawili jednak jeden warunek: dywizja miała składać się w całości z białych żołnierzy. „Jest wysoce pożądane aby personel dywizji był biały” – napisał w styczniu 1944 roku w poufnym dokumencie szef sztabu Eisenhowera generał Walter Bedell Smith. Wynikało to z polityki segregacji rasowej, która panowała w ówczesnych amerykańskich siłach zbrojnych. W rezultacie, mimo protestów trailleurs i dowodzących nimi francuskich oficerów, wszyscy czarnoskórzy żołnierze Leclerca zostali odesłani do Afryki Zachodniej. Ich miejsce zajęli Europejczycy i Arabowie.
Pełny stan osobowy dywizji miał wynieść 14 454 żołnierzy. Trzon bojowy stanowić miały trzy pułki pancerne, jeden zmotoryzowanej piechoty, jeden rozpoznawczy, jeden przeciwpancerny oraz trzy artylerii. Mieszkańcy Czarnej Afryki stanowili ówcześnie ponad 60% całości sił Wolnej Francji, więc uzupełnienie zwolnionych przez nich etatów nastręczyło francuskiemu dowództwu poważnych problemów. Sięgnięto po wszystkie dostępne rezerwy ludzkie. Ze stacjonujących w Północnej Afryce jednostek wiernych Vichy, które po operacji Torch przeszły na stronę Aliantów, sformowano dywizyjną artylerię oraz 12 Regiment Kirasjerów. Kolejny pułk pancerny (12 Regiment Szaserów Afrykańskich) dostarczył garnizon Dakaru. Marynarzy byłej vichystowskiej floty wcielono do pułku przeciwpancernego. Z gaullistowskich marokańskich spahisów utworzono pułk rozpoznawczy. Pułk piechoty w większości składał się z Hiszpanów, którzy po upadku Republiki schronili się we Francji i jej posiadłościach (w całej dywizji służyło ich blisko 2000). Saperzy rekrutowali się spośród Syryjczyków i Libańczyków. W końcu trzeci pułk pancerny (501 Regiment Czołgów) stworzono z francuskich żołnierzy, którzy zdołali zbiec z Francji w 1940 roku.
Po sformowaniu dywizja została poddana rocznemu intensywnemu szkoleniu. Początkowo stacjonowała w marokańskiej Temarze. W kwietniu 1944 roku została przetransportowana drogą morską do Wielkiej Brytanii, gdzie na terenie Yorkshire odbyła dodatkowe przeszkolenie.

## Ordre de Bataille (1944)
Jednostki pancerne:

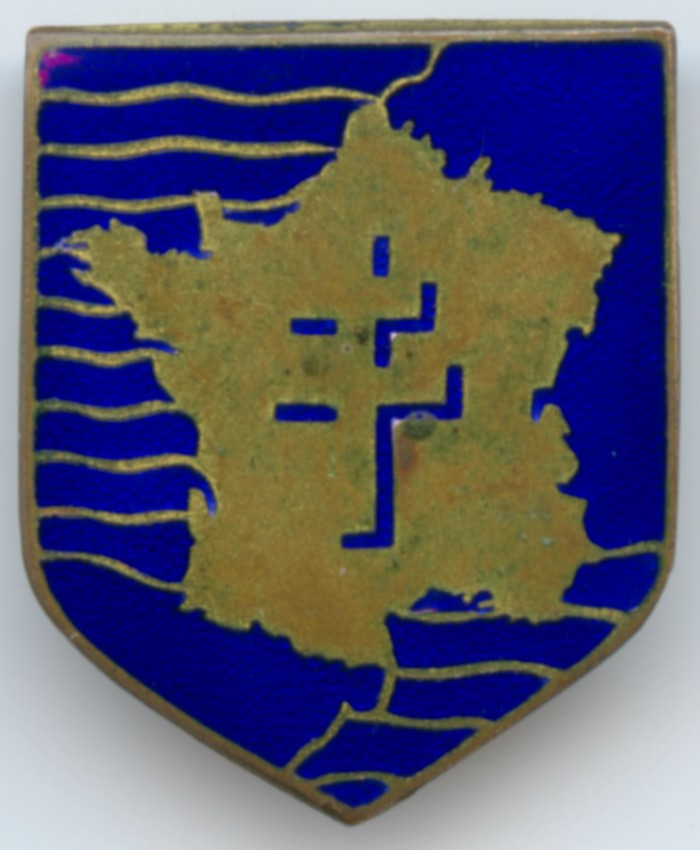
Oryginalna odznaka 2 Dywizji Pancernej z Krzyżem Lotaryński – symbolem Wolnej Francji i Francji Walczącej.

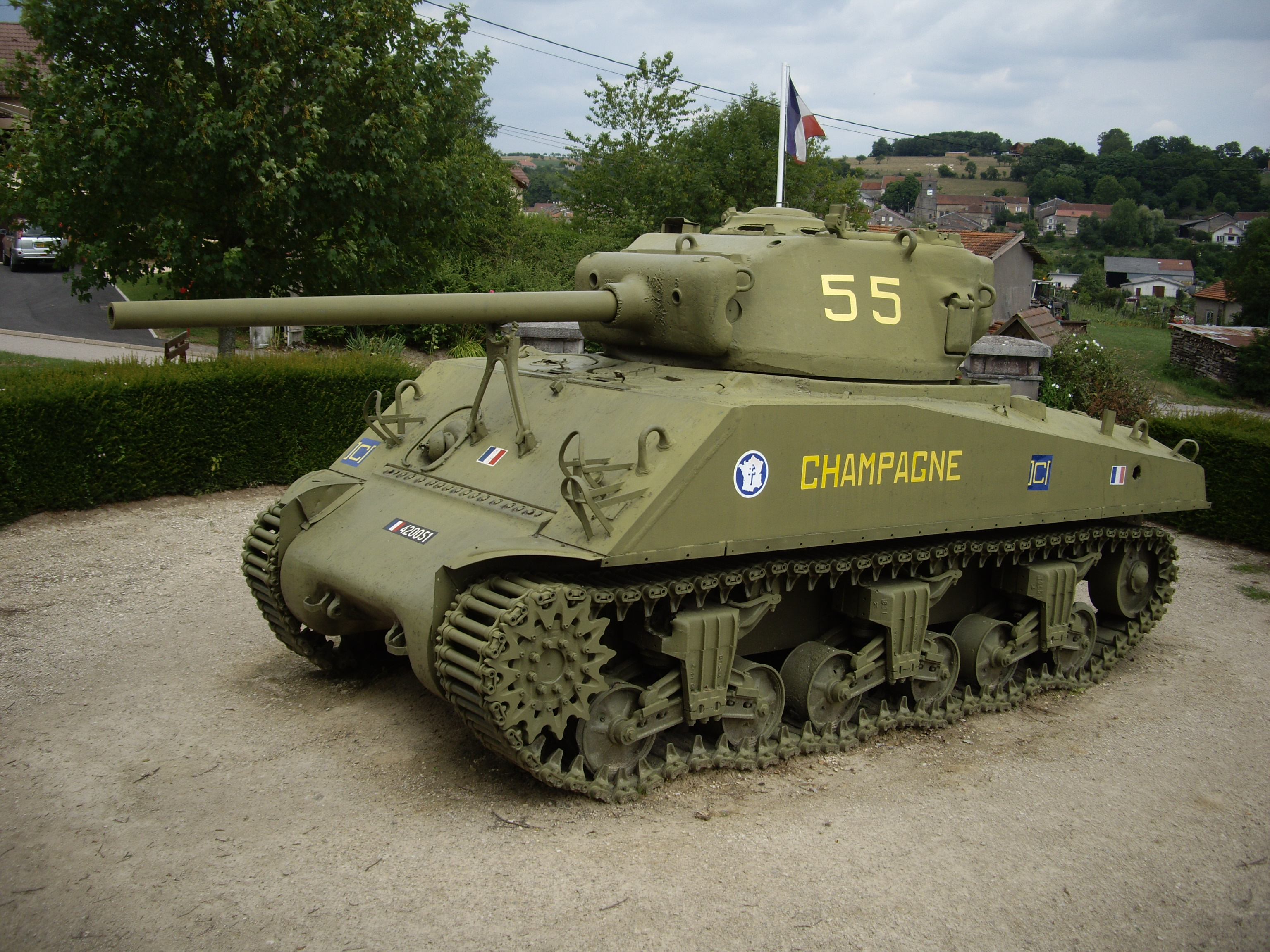
M4A3 "Champagne" z 12 RCA uszkodzony 13 września 1944 w Ville-sur-Illon (obecnie pomnik).

- 501 Pułk Czołgów (501e Régiment de Chars de Combat)
- 12 Pułk Szaserów Afrykańskich (12e Régiment de Chasseurs d'Afrique)
- 12 Pułk Kirasjerów (12e Régiment de Cuirassiers)

Jednostki rozpoznawcze:
- 1 Marszowy Pułk Spahisów Marokańskich (1er Régiment de Marche de Spahis Marocains)

Jednostki przeciwpancerne (niszczycieli czołgów):
- Pancerny Pułk Fizylierów Morskich (Régiment blindé de Fusilliers Marins)

Jednostki piechoty:
- Czadyjski Pułk Marszowy (Régiment de Marche du Tchad)

Jednostki artylerii:
- 3 Pułk Artylerii Kolonialnej (3e Régiment d’Artillerie Coloniale)
- 64 Pułk Artylerii (64e Régiment d’Artillerie)
- 40 Pułk Artylerii Północnoafrykańskiej (40e Régiment d’Artillerie Nord-Africain)

Jednostki przeciwlotnicze:
- 22 kolonialna grupa przeciwlotnicza (22e groupe colonial de F.T.A.)

Jednostki saperów:
- 13 Batalion Inżynieryjny (13e Bataillon du Génie)

Jednostki organiczne:
- 97/84 mieszana kompania transportowa (97/84e compagnie mixte de transmissions)
- 97 kompania sztabowa (97e compagnie de quartier général)
- 197 kompania transportowa (197e compagnie de transport)
- 297 kompania transportowa (297e compagnie de transport)
- 397 kompania regulacji ruchu drogowego (397e compagnie de circulation routière)
- 497 kompania zaopatrzenia (497e compagnie de services)
- 13 grupa operacyjna (13e groupe d'exploitation)
- 15 grupa remontowa (15e groupe d'escadrons de réparation)
- 13 batalion medyczny (13e bataillon médical)

Wozy bojowe na wyposażeniu dywizji:
- 85 czołgów lekkich M3A3 Stuart
- 165 czołgów średnich M4 Sherman
- 36 niszczycieli czołgów M10 Wolverine
- 64 samochody pancerne
- 664 transportery opancerzone
- 27 dział samobieżnych 75 mm
- 54 działa samobieżne 105 mm

## Działania bojowe

### Normandia

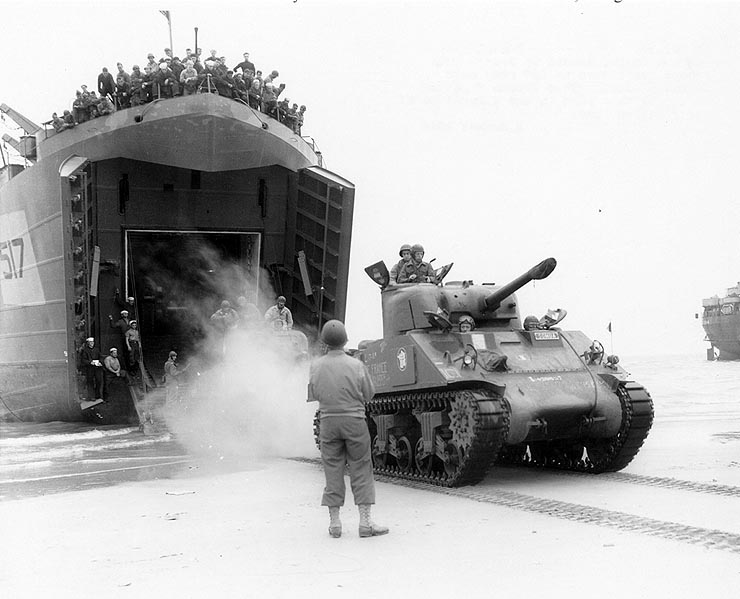
Czołgi 2 Dywizji Pancernej lądują na plaży Utah

Dywizja wylądowała na plaży Utah 1 sierpnia 1944 roku. Została przydzielona do XV Korpusu amerykańskiej 3 Armii generała George’a Pattona i weszła do akcji na południe od Avranches podczas końcowej fazy operacji Cobra. Napotykając słaby niemiecki opór, 9 sierpnia osiągnęła Le Mans. Następnie, zgodnie z alianckim planem okrążenia wojsk niemieckich pod Falaise, dokonała zwrotu na północ i 12 sierpnia, rozbijając pododdziały 9 Dywizji Pancernej, opanowała Alençon. Nazajutrz francuskie patrole osiągnęły główny cel amerykańskiej ofensywy, jakim było miasto Argentan. Zostały jednak szybko z niego wyparte przez niemiecki kontratak. Tego samego dnia Omar Bradley wydał kontrowersyjny rozkaz wstrzymujący ofensywne działania XV Korpusu, wskutek czego luka między Falaise a Argentan pozostawała wciąż niezamknięta. Dopiero 17 sierpnia Leclerc mógł wznowić natarcie. 19 sierpnia oddziały francuskiej dywizji dotarły w okolice Mont-Ormel, gdzie bezskutecznie próbowały nawiązać kontakt z nacierającą z północy polską 1 Dywizją Pancerną. W tym samym czasie w Paryżu wybuchło antyniemieckie powstanie. Leclerc, ignorując rozkazy Bradleya nakazujące Francuzom skoncentrowanie swych wysiłków na zamknięciu kotła pod Falaise, ograniczył zaangażowanie dywizji na tym kierunku i rozpoczął przygotowania do wyruszenia z pomocą powstańcom.

### Wyzwolenie Paryża

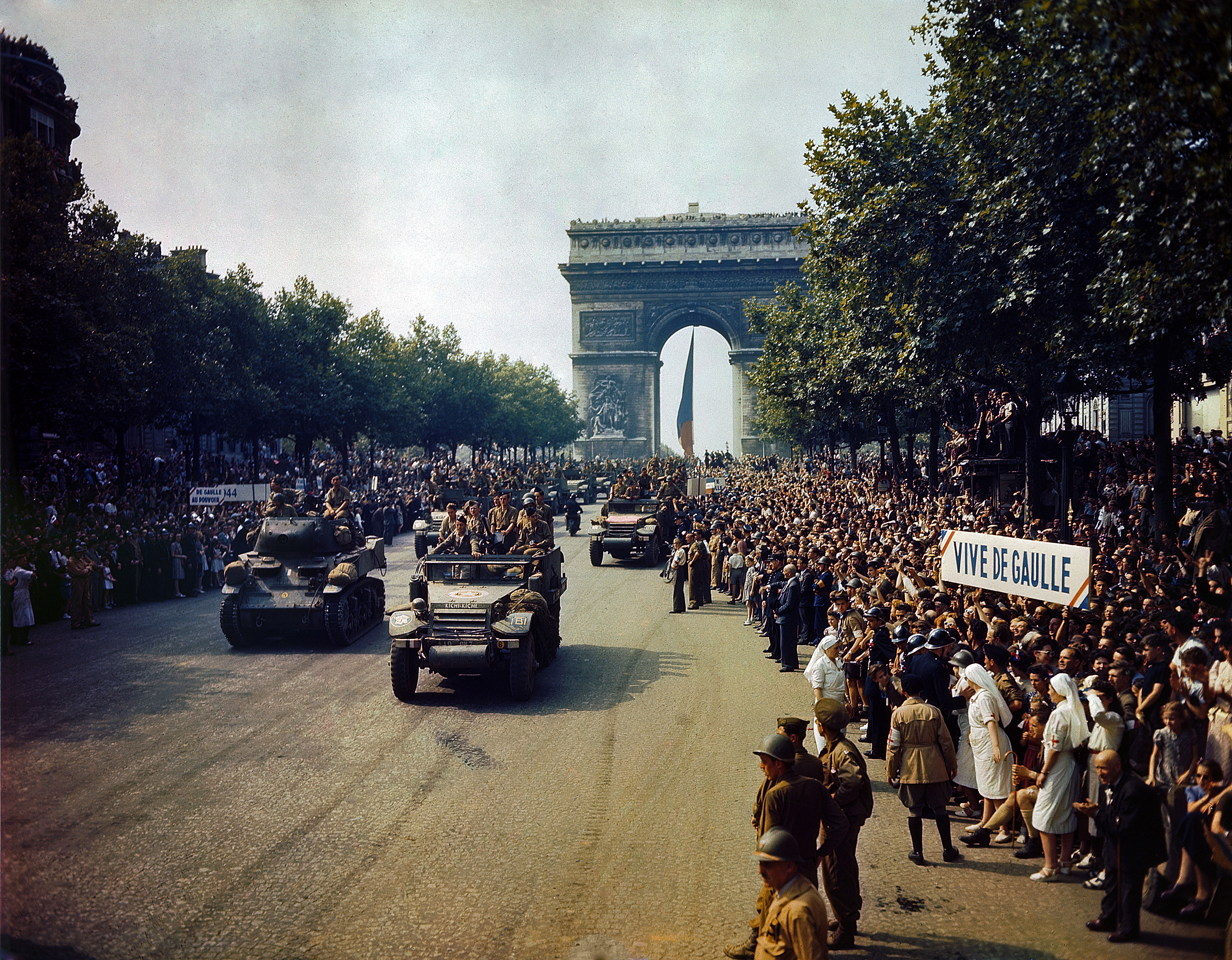
Oddziały 2 Dywizji Pancernej przejeżdżają pod Łukiem Tryumfalnym (25 sierpnia 1944)

Alianckie naczelne dowództwo planowało ominąć Paryż i nie angażować swych sił w ewentualne przewlekłe walki uliczne w kilkumilionowym mieście. Jednak 21 sierpnia w akcie niesubordynacji wobec swych amerykańskich przełożonych Leclerc wysłał w kierunku stolicy Francji jednostki rozpoznawcze. De Gaulle szybko poparł tę decyzję, grożąc przy tym Eisenhowerowi, że jeśli nie zezwoli on 2 Dywizji Pancernej uderzyć na miasto, sam wyda jej stosowny rozkaz. Postawiony przed faktem dokonanym Eisenhower w końcu uległ i wieczorem 22 sierpnia wyraził formalną zgodę na natarcie.
Leclerc podzielił dywizję na trzy grupy taktyczne pod dowództwem pułkowników Langlade'a, Dio i Billotte'a i pchnął je na pomoc powstańcom. 24 sierpnia o godzinie 21.00 czołowy oddział dywizji pod dowództwem kapitana Dronne (pluton Hiszpanów na transporterach opancerzonych oraz trzy czołgi) wjechał do miasta od strony 14. dzielnicy, przekroczył Sekwanę po Pont d’Austerlitz i dotarł pod ratusz, położony zaledwie kilkaset metrów od kwatery głównej Dietricha von Choltitza. Nazajutrz rano dołączyła do niego reszta dywizji i wraz z członkami Résistance rozpoczęła oczyszczać miasto ze stawiających wciąż opór Niemców. Po południu do walki wkroczyli również Amerykanie. Niemiecki garnizon skapitulował i do godziny 19.00 walki ustały. Paryż został oswobodzony.

### Alzacja i Lotaryngia
Na początku września dywizja weszła w skład amerykańskiej 7 Armii i ruszyła w kierunku Renu z zamiarem odbicia Alzacji i Lotaryngii. Krainy te zostały w 1940 roku włączone do III Rzeszy i stanowiły przedmiot głęboko zakorzenionego w historii zatargu francusko-niemieckiego. Ich wyzwolenie miało więc dla Francuzów ogromne znaczenie symboliczne i propagandowe. 13 września w bitwie pancernej pod Dompaire dywizja zniszczyła niemiecką 112 Brygadę Pancerną, po czym sforsowała Mozelę. W drugiej połowie listopada szybko przedarła się przez Wogezy, co umożliwiło jej niespodziewane podejście pod silnie ufortyfikowany Strasburg i błyskawiczne zdobycie go z marszu (23 listopada). W Alzacji 2 Dywizja Pancerna pozostała do lutego 1945 roku, walcząc w składzie 1 Armii Francuskiej pod Colmar.

### Niemcy
W kwietniu dywizja Leclerca została ponownie podporządkowana 7 Armii. Wraz z nią wkroczyła do Niemiec i wzięła udział w pościgu przez Szwabię i Bawarię za wycofującymi się w stronę Alp resztkami Grupy Armii G. 8 maja zakończyła swój szlak bojowy w Berchtesgaden i Berghofie.

## Okres powojenny
13 maja 1945 roku SHAEF przestał sprawować kontrolę operacyjną nad dywizją. Jej oddziały rozpoczęto wycofywać do Francji. Do 28 maja zostały one skoszarowane w okolicach Paryża. 31 maja 1946 roku 2 Dywizja Pancerna została rozformowana.
Na przełomie lat 40. i 50. XX wieku jednostka została reaktywowana i pozostawała w służbie do 1999 roku. We współczesnej Armii Francuskiej tradycje 2 Dywizji Pancernej kontynuuje stacjonująca w Orleanie 2 Brygada Pancerna.